# Городецкая епархия
Городе́цкая епархия — епархия Русской православной церкви, объединяющая приходы и монастыри в северной части Нижегородской области (в границах Варнавинского, Ветлужского, Воскресенского, Городецкого, Краснобаковского, Ковернинского, Сокольского, Семёновского, Тонкинского, Тоншаевского, Уренского, Шарангского и Шахунского районов). Входит в состав Нижегородской митрополии.
Епархиальный центр — город Городец. Кафедральный собор (с 2009 года) — Феодоровский в Городце.
Кафедральные города: Городец, Ветлуга.

## История
8 мая 1927 года во епископа Городецкого был хиротонисан архимандрит Неофит (Коробов), вскоре прибывший в Городец. За недолгое время управления викариатством епископ Неофит рукоположил нескольких священников. Архиерей поддерживал семьи репрессированных за веру. 1 августа 1929 года епископ Неофит был переведён на Ветлужское викариатство Нижегородской епархии, других назначений на Городецкое викариатство не последовало.
Учреждена как самостоятельная епархия решением Священного Синода Русской православной церкви 15 марта 2012 года путём выделения из Нижегородской епархии. Включена в состав новообразованной Нижегородской митрополии.

## Правящие архиереи
Городецкое викариатство
- Неофит (Коробов) (8 мая 1927 — 1 августа 1929)

Городецкая епархия
- Августин (Анисимов) (8 апреля 2012 — 24 августа 2023)
- Парамон (Голубка) (с 24 августа 2023 года)

## Благочиния
Епархия разделена на 8 церковных округов (по состоянию на октябрь 2024 года):
- Варнавинское благочиние
- Ветлужско-Уренское благочиние
- Воскресенское благочиние
- Городецкое благочиние
- Ковернинское благочиние
- Семёновское благочиние
- Сокольское благочиние
- Шарангское благочиние

## Монастыри
действующие:
- Высоковский Успенский монастырь возле села Высоково Ковернинского района (мужской)
- Феодоровский монастырь в Городце (мужской)
- Быдреевский Крестовоздвиженский монастырь (женский)

недействующие
- Троицкий Варнавинский монастырь[6]
- Керженский Благовещенский монастырь в деревне Большое Оленево Семёновского района (женский)

Также на территории епархии действует Троицкий Белбажский скит Серафимо-Дивеевского женского монастыря (Нижегородской епархии).

## Образование
В епархии действуют православные гимназии:
- Городецкая в честь святого благоверного князя Александра Невского.[7] Расположена в городе Заволжье; Открыта 1 сентября 2005 года[8];
- Семёновская в честь святого апостола и евангелиста Луки[9]. Первая гимназия в Нижегородской митрополии, открыта в 2000 году.[10]